# Belušić
Belušić (em cirílico: Белушић) é uma vila da Sérvia localizada no município de Rekovac, pertencente ao distrito de Pomoravlje, na região de Šumadija, Levač. A sua população era de 808 habitantes segundo o censo de 2011.

## Demografia
| 1948 | 1953 | 1961 | 1971 | 1981 | 1991 | 2002 | 2011 |
| ---- | ---- | ---- | ---- | ---- | ---- | ---- | ---- |
| 1317 | 1307 | 1344 | 1253 | 1188 | 1111 | 934  | 808  |